# أبو الفضل إبراهيمي
ابوالفضل ابراهيمي (23 سبتمبر 1982 قزوين إيران - ) هو لاعب كرة قدم إيراني، يلعب كلاعب وسط.